# Anatragus
Anatragus – rodzaj chrząszczy z rodziny kózkowatych. 

## Zasięg występowania
Przedstawiciele tego rodzaju występują w Afryce w okolicach równika od Sierra Leone na zach. po Tanzanię na wsch.

## Systematyka
Do Anatragus zaliczane są 2 gatunki:
- Anatragus ornatus
- Anatragus pulchellus